# Sin City (film)
Sin City är en amerikansk actionfilm som hade biopremiär i USA den 1 april 2005, regisserad av Robert Rodríguez och Frank Miller. Filmen är baserad på fyra episoder ur Frank Millers seriealbum Sin City.
Uppföljaren Sin City: A Dame to Kill For fick premiär augusti 2014.

## Handling

### The Customer is Always Right (Del 1)
Försäljaren (Josh Hartnett) anländer till en balkong på en takvåning där Kunden (Marley Shelton) står och tittar ut mot Basin City. Han erbjuder henne en cigarett och säger att hon ser ut som någon som är trött på att fly och att han vill rädda henne. De kysser varandra varpå han skjuter henne och hon dör i hans armar. Han säger att han inte visste vad hon flydde ifrån men att han kommer lösa in hennes check nästa morgon.

### That Yellow Bastard (Del 1)
Polisen John Hartigan (Bruce Willis) är på väg för att stoppa barnamördaren Roark Junior (Nick Stahl) från att våldta 11-åriga Nancy Callahan (Makenzie Vega). Junior är son till Senator Roark som mutar polisen för att mörka sin sons brott. Hartigans partner, Bob (Michael Madsen), försöker övertala honom till att backa undan men Hartigan slår då ner honom och tar sig trots en påtaglig kärlkramp vidare till lagerhuset där Nancy är fången. Junior skjuter Hartigan i axeln och försöker fly men blir fasttagen av Hartigan som skjuter av hans öra, hand och könsorgan. Den korrupte Bob (avlönad av Roark Sr), som nu har återhämtat sig, skjuter därpå ner Hartigan bakifrån. När sirenerna närmar sig går Bob därifrån och lämnar Nancy liggande i Hartigans knä. Hartigan blir medvetslös och betraktar sin förmodat förestående död som ett okej byte för flickans överlevnad.

### The Hard Goodbye
Efter ett one-night stand vaknar Marv (Mickey Rourke) upp och finner att Goldie (Jaime King) dött medan han sov. Polisen anländer och Marv flyr från fällan, svärande att hämnas Goldies död. Hans övervakare, Lucille (Carla Gugino), varnar honom för att nysta i fallet men Marv ignorerar henne. Han lyckas få fatt i en del information som leder honom till en korrupt präst (Frank Miller) och det står nu klart att komplotten initierats av familjen Roark. Marv dödar prästen men blir därpå attackerad av en kvinna som ser ut som Goldie; något han dock avfärdar som en hallucination.
Marv tar sig till Roarks farm men blir överfallen av den ljudlösa förföljaren som dödat Goldie. Marv vaknar upp i en källare där också Lucille är fånge. Hon berättar att mördaren är en kannibal som heter Kevin (Elijah Wood) och att Goldie var prostituerad. Marv flyr därifrån, en trupp poliser anländer och dödar Lucille men faller sedan själva offer för den obeveklige Marv. Han får nu reda på att det är kardinalen Patrick Henry Roark (Rutger Hauer) som planerat mordet på Goldie.
Marv anländer till Old Town, Sin Citys red-light district, för att få mer information om Goldie men blir tillfångatagen av hennes tvillingsyster, Wendy, som tidigare attackerat honom i vad han trodde var en hallucination. Han övertygar henne dock om att han inte är mördaren och de båda återvänder till farmen och dödar Kevin. Marv tar sig till kardinalen Roark och dödar också honom men blir skjuten och till sist infångad av dennes vakter.
På sjukhuset hotar polisen Marv med att döda hans mamma om han inte erkänner sig skyldig till mordet på Roark, Kevin och alla andra offer. Marv erkänner och döms till döden via elektriska stolen. Wendy besöker honom och tackar honom för att han hämnats hennes syster. Marv avrättas dagen efter; något han själv tycker "är på tiden".

### The Big Fat Kill
Shellie (Brittany Murphy) trakasseras av sin missbrukande ex-pojkvän Jackie Boy (Benicio del Toro). Hennes nuvarande pojkvän Dwight (Clive Owen) hotar honom då med våld. Jackie Boy och hans gäng flyr till Old Town dit Dwight följer efter och han ser då gängets misshandel av Becky (Alexis Bledel), en ung prostituerad; något även Gail (Rosario Dawson), ledare för de prostituerade och Dwights älskarinna gör. När Boy hotar Becky med pistol blir han och hans gäng dödade av kampsportsmästaren Miho (Devon Aoki). Efteråt inser alla att Boy egentligen var detektiven/ löjtnanten Jonathan "Iron Jack" Rafferty från Basin City; en "hjälte" enligt tidningarna. Om polisen får reda på hur Boy dog fruktar man att vapenvilan med de prostituerade ska upphöra och krig utbryta i Old Town.
Dwight tar med sig kropparna från stan och försöker dumpa dem men blir attackerad av legosoldater betalade av maffiabossen Wallenquist. Dwight drunknar närapå i en stor grop med tjära men räddas i sista stund av Miho. Legosoldaten med Boys avhuggna huvud flyr ner i avloppet men Dwight och Miho tar upp jakten. Under tiden kan Manute (Michael Clarke Duncan), legosoldaternas ledare, fånga in Gail då Becky bedragit de prostituerade för att rädda sin mamma från att bli dödad. Pöbeln är på väg att lyncha dem då Dwight ger bort Boys huvud i utbyte mot Gails frisläppande. Efter bytet aktiverar Dwight en bomb gömd i Jackie Boys huvud som sprängs och förvirrar legogänget. Sekunderna senare dödas alla legosoldater av en mängd prostituerade (assisterade av Dwight och Gail) som beväpnat sig med automatvapen vilka de avfyrar från hustaken omkring platsen. En skadad Becky flyr därpå scenen.

### That Yellow Bastard (Del 2)
John Hartigan är nu återställd på sjukhuset. Senator Roark (Powers Boothe) informerar honom om att Junior ligger i koma och att Roarks arv är i stor fara. Hartigan blir beskylld för alla brott Junior begått och den tacksamma Nancy (som han räddat undan våldtäkt) lovar att skriva brev till honom varje vecka medan han sitter i fängelse. Han får verkligen brev från Nancy varje vecka men efter åtta år kommer bara ett avhugget finger. Hartigan är rädd att något hänt Nancy så han erkänner sig då skyldig till det han anklagats för och blir därefter satt på fri fot. Han söker nu efter en vuxen Nancy (Jessica Alba) utan att veta om att en deformerad, gul människa följer efter honom. Hartigan hittar till slut Nancy i Kadies Bar där hon jobbar som exotisk dansare.
Hartigan inser att inget hade hänt Nancy utan han bara lurats att leda den gula mannen till henne. De båda flyr till ett hotell men blir överfallna av den gula mannen som säger sig vara Roark Junior. Under flera år har han genomgått kirurgi för att återställa sina kroppsdelar men ändå blivit vanställd. Junior attackerar Hartigan och tar med sig Nancy till Roarks farm för att avsluta vad han började med för åtta år sen. Hartigan följer efter och fejkar en hjärtattack för att kunna få en chans att döda Junior - något som lyckas. När Junior är död inser Hartigan att Senator Roark aldrig kommer att sluta jaga honom så han begår självmord för att försäkra sig om Nancys överlevnad. Han betraktar åter sin död som ett okej byte för hennes överlevnad.

### The Customer Is Always Right (Del 2)
En skadad Becky är på väg ut från sjukhuset pratandes i mobil med sin mamma. Hon går in i hissen där Försäljaren står utklädd till läkare. Han erbjuder henne en cigarett och kallar henne vid namn just när hon avslutar telefonsamtalet. Hennes vidare öde avslöjas inte.

## Rollista

### The Customer is Always Right
- Josh Hartnett – Försäljaren, "The Man"
- Marley Shelton – Kunden

### The Hard Goodbye
- Mickey Rourke – Marv
- Jaime King – Goldie / Wendy
- Elijah Wood – Kevin
- Carla Gugino – Lucille
- Rutger Hauer – Kardinal Patrick Henry Roark
- Frank Miller – Präst
- Jason Douglas – Torped

### The Big Fat Kill
- Clive Owen – Dwight McCarthy
- Rosario Dawson – Gail
- Brittany Murphy – Shellie
- Benicio del Toro – Jack "Jackie Boy" Rafferty
- Alexis Bledel – Becky
- Devon Aoki – Miho
- Michael Clarke Duncan – Manute
- Arie Verveen – Murphy
- Tommy Flanagan – Brian
- Nicky Katt – Stuka

### That Yellow Bastard
- Bruce Willis – John Hartigan
- Jessica Alba – Nancy Callahan, 19
- Nick Stahl – Roark Junior / Yellow Bastard (Gule Jäveln)
- Michael Madsen – Bob
- Powers Boothe – Senator Roark
- Makenzie Vega – Nancy Callahan, 11
- Nick Offerman – Burt Shlubb
- Rick Gomez – Douglas Klump
- Jude Ciccolella – Liebowitz

## Om filmen
Sin City regisserades av Robert Rodríguez tillsammans med serieförlagans författare och filmens manusskrivare Frank Miller medan Quentin Tarantino endast regisserade bilsekvensen med Clive Owen och Benicio del Toro. Miller spelade dessutom en av rollerna i filmen (den korrupte prästen) och Rodríguez fungerade som filmfotograf och skrev delar av filmens originalmusik.
Filmen är baserad på fyra av episoderna ur Frank Millers illustrerade seriealbum med samma namn. The Customer is Always Right är ett kort avsnitt hämtat från The Babe Wore Red and Other Stories, The Hard Goodbye finns utgiven på svenska under titeln Sin City (hos Epix), The Big Fat Kill är den tredje i Millers serie och That Yellow Bastard är den fjärde volymen. Egentligen är delarna fristående men handlingen vävs samman till en helhet även om tittaren kanske inte märker det innan slutet på grund av den icke-linjära kronologin.
Filmen utspelar sig i ett slags "Noir" serievärld med tydliga serietidningsinfluenser i fotot och handlingsförloppet. Filmen är till största delen svartvit men har insprängda färgelement, som röda läppar, blåa ögon, rött blod och gul hudfärg för den osympatiske "Yellow Bastard".
Filmen hade Sverigepremiär den 1 juli 2005.

### Fotnoter
1. ↑  ”Sin City” (på engelska). Box Office Mojo. 1 april 2005. http://www.boxofficemojo.com/movies/?id=sincity.htm. Läst 28 september 2016.
2. ↑  ”Sin City”. Svensk filmdatabas. 1 juli 2005. http://www.sfi.se/sv/svensk-filmdatabas/Item/?type=MOVIE&itemid=61035. Läst 28 september 2016.